# Złotniki Kujawskie (stacja kolejowa)
Złotniki Kujawskie – stacja kolejowa w Złotnikach Kujawskich, w województwie kujawsko-pomorskim, w Polsce, na linii Chorzów Batory – Tczew. Według klasyfikacji PKP ma kategorię dworca lokalnego. Znajdują się tu 2 perony.

## Ruch pasażerski
| Rok  | Wymiana pasażerska na dobę |
| ---- | -------------------------- |
| 2017 | 100-199                    |
| 2022 | 200-299                    |

## Remont dworca
W 2020 ogłoszono przetarg na remont objętego ochroną konserwatorską budynku dworca z 1901, zakładający wymianę stropów, wykonanie nowych ścian nośnych i przebudowę układu wnętrz, z eliminacją lokali mieszkalnych na piętrze. Obiekt będzie dostosowany do potrzeb osób niepełnosprawnych. Wokół dworca zaplanowano niwelację terenu, remont nawierzchni, likwidację murków, kiosku. Planowane jest powstanie wiaty rowerowej, zatoki autobusowej oraz nowych miejsc postojowych. Wartość zamówienia określono na 8,895 mln zł, a na realizację przeznaczono 476 dni. Pod koniec października 2020 PKP podpisały z przedsiębiorstwem KWK Construction umowę na remont dworca.